# Valentina (drag queen)
Pour les articles homonymes, voir Valentina (homonymie).
 (octobre 2018).
Si vous disposez d'ouvrages ou d'articles de référence ou si vous connaissez des sites web de qualité traitant du thème abordé ici, merci de compléter l'article en donnant les références utiles à sa vérifiabilité et en les liant à la section « Notes et références ».
James Andrew Leyva, plus connu sous le nom de Valentina, est une personnalité télévisée et drag queen, principalement connue pour avoir été candidate dans la neuvième saison de RuPaul's Drag Race.

## Enfance et débuts
Valentina naît le 19 mai 1991 à Bell, en Californie, de parents d'origine mexicaine. Elle commence le transformisme professionnellement à peu près dix mois avant le début du tournage de RuPaul's Drag Race, même si elle travaillait sur ses tenues et ses performances depuis plus longtemps. En 2015, Valentina gagne une version club du concours Dragula des Boulet Brothers, qui est maintenant une émission télévisée. Valentina est connue pour utiliser le transformisme comme une manière de représenter la culture latine sur les défilés et aider à accepter le transformisme dans la culture latine.

## Carrière
Le 2 février 2017, Valentina est annoncée comme l'une des quatorze candidates concourant dans la neuvième saison de RuPaul's Drag Race. Elle gagne le défi du deuxième épisode, et est rapidement repérée par les juges. Durant le neuvième épisode, Valentina, devant faire un lip-sync sur la chanson Greedy de Ariana Grande, garde le masque couvrant sa bouche avant de le retirer, puis fut éliminée par la suite, ne connaissant pas les paroles de la chanson. Lors de l'épisode de retrouvailles, Alexis Michelle s'est exprimé sur le sujet en disant qu'elle aurait essayé d'apprendre la chanson en écrivant les paroles sur un carnet, en vain. Elle se place finalement septième, et son élimination souleva une controverse, Valentina étant très appréciée des fans. Elle reçut ensuite le titre de Miss Congeniality pendant l'épisode de la réunion des candidates, que ces dernières, surtout Aja et Farrah Moan, trouveront injustifié : elles diront que le titre que Valentina devrait recevoir serait le titre de « Fan Favorite ». Elle apparaît dans un message vidéo pré-enregistré durant la finale de la saison 10 pour passer son titre de Miss Congeniality à Monét X Change.
En dehors de RuPaul's Drag Race, Valentina apparaît dans le sixième épisode de la 24e saison de America's Next Top Model, pour un challenge qui consiste à faire un photoshoot, avec d'autres candidates de RuPaul's Drag Race, Manila Luzon et Katya Zamolodchikova. Elle a joué le personnage de Jude Reyes, Quiet Ann, dans un récapitulatif de la première saison de Claws. En 2017, elle est l'animatrice de sa propre émission sur WOWPresents, La Vida de Valentina, qui dura sept épisodes.
La candidate et gagnante de la deuxième saison de RuPaul's Drag Race : All Stars Alaska Thunderfuck a fait une parodie de Despacito, intitulée Valentina, en octobre 2017, dans laquelle les paroles font référence à Valentina et à son élimination. La marque de cosmétiques Lush a également fait référence à l'émission de Valentina dans une publicité pour un de leurs masques pour le visage.
En novembre 2018, elle est annoncée comme l'une des dix candidates de la quatrième saison de RuPaul's Drag Race : All Stars.
En janvier 2019, elle joue Angel Dumott Schunard, l'un des personnages centraux du téléfilm live Rent diffusé sur Fox.
En août 2023, elle est annoncée comme présentatrice de Drag Race México au côté de la candidate de Drag Race France Lolita Banana.

## Vie privée
Valentina est non binaire.